# Lindanor Celina
Lindanor Celina Coelho de Miranda Casha (* 21. Oktober 1917 in Castanhal, Pará, Brasilien; † 4. März 2003 in Clamart bei Paris) war eine brasilianische Schriftstellerin und bedeutendste Vertreterin der Literatur ihres Heimatstaates Pará. Ihr bekanntestes Buch war Menina que vem de Itaiara (Das Mädchen aus Itaiara, 1963).